# Seeboden am Millstätter See
Seeboden am Millstätter See ist eine direkt am Millstätter See liegende Marktgemeinde im Bezirk Spittal an der Drau in Kärnten in Österreich mit 6706 Einwohnern (Stand 1. Jänner 2025).
Seeboden ist gesetzlich anerkannter Luftkurort.

## Geographie

### Geographische Lage

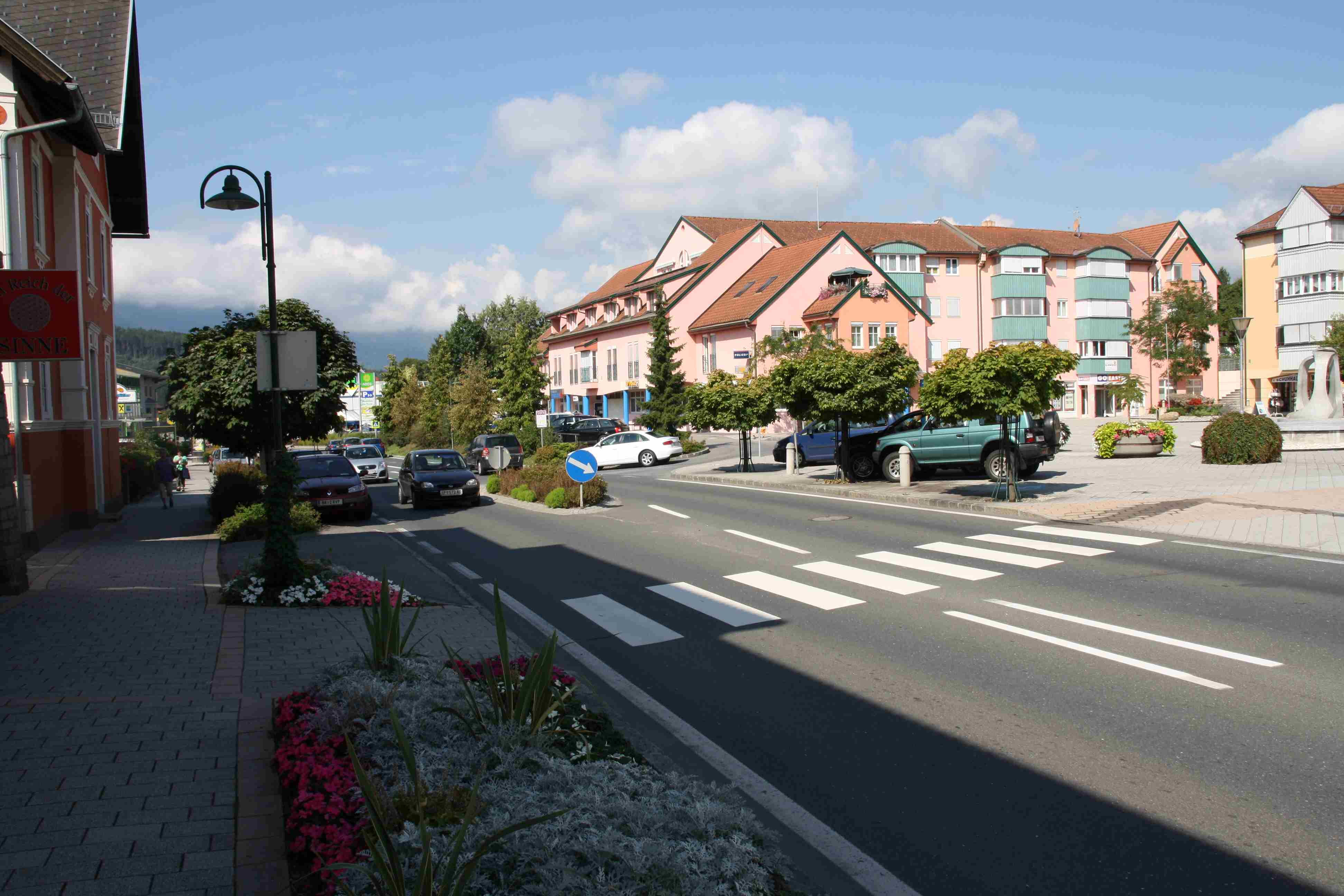
Der Hauptplatz

Das Gemeindegebiet erstreckt sich über die Westbucht des Millstätter Sees vom Wolfsberg im Süden bis zum Tschiernock im Norden. Seeboden liegt in unmittelbarer Nachbarschaft zur Bezirkshauptstadt Spittal an der Drau. Der Hauptort Seeboden, eine Streusiedlung ohne historisches Zentrum, entwickelte sich als Folge des Tourismus aus den Orten Gritschach, Kraut, Reich und Wirlsdorf.

### Gemeindegliederung

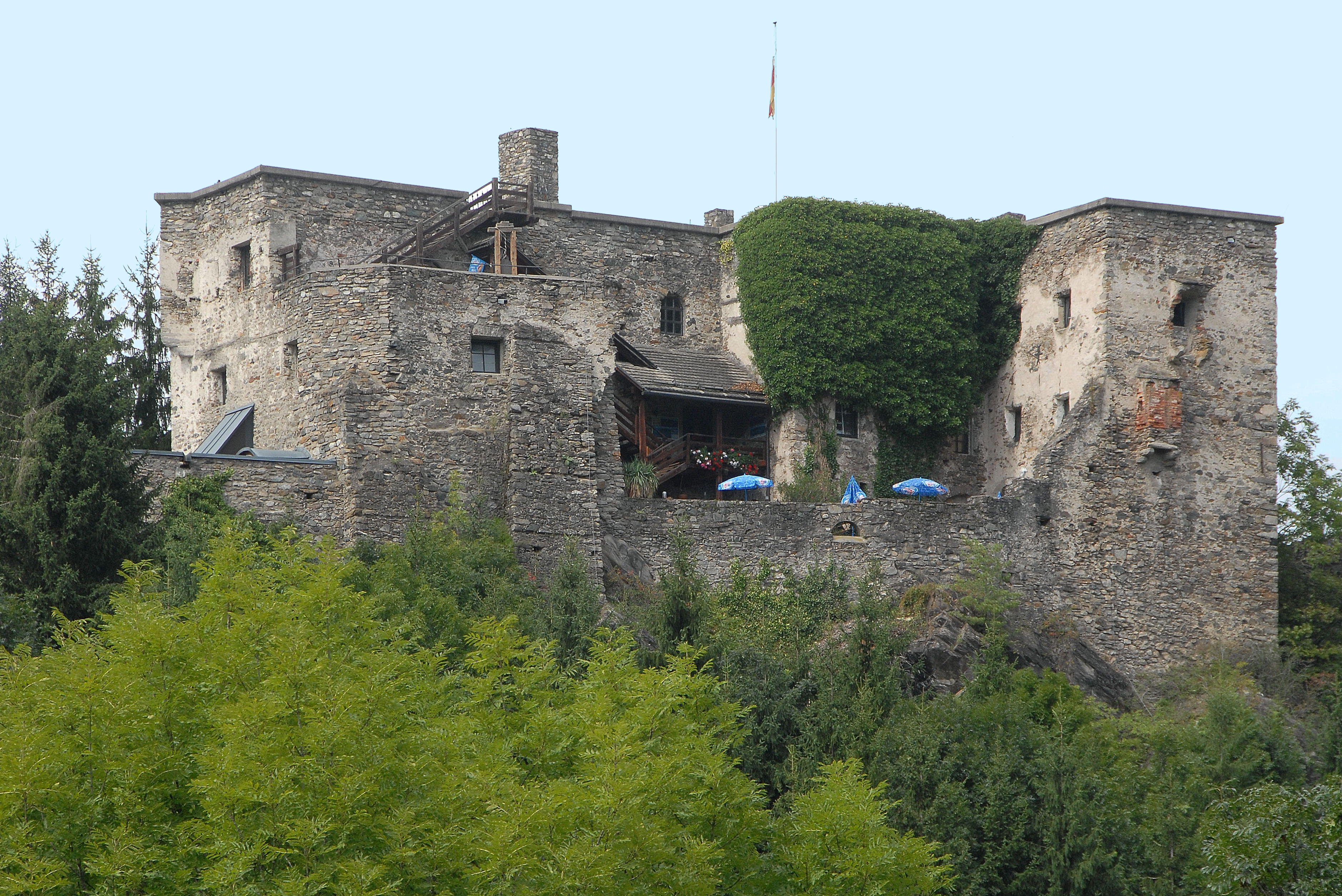
Burg Sommeregg

Seeboden ist in vier Katastralgemeinden gegliedert:
- Lieseregg
- Lieserhofen
- Seeboden
- Treffling

und umfasst folgende 22 Ortschaften (in Klammern Einwohnerzahl Stand 1. Jänner 2025):
- Am Tschiernock (0)
- Karlsdorf (154)
- Kolm (83)
- Kötzing (153)
- Kras (237)
- Liedweg (64)
- Lieserbrücke (763)
- Lieseregg (4)
- Lieserhofen (484)
- Litzldorf (10)
- Lurnbichl (299)
- Muskanitzen (33)
- Pirk (136)
- Raufen (5)
- St. Wolfgang (20)
- Schloßau (81)
- Seebach (50)
- Seeboden am Millstätter See (3245)
- Tangern (178)
- Trasischk (34)
- Treffling (505)
- Unterhaus (168)

### Nachbargemeinden
| Trebesing | Gmünd in Kärnten                            | Krems in Kärnten |
| Lendorf   | Kompassrose, die auf Nachbargemeinden zeigt | Millstatt        |
|           | Spittal an der Drau                         |                  |

## Geschichte

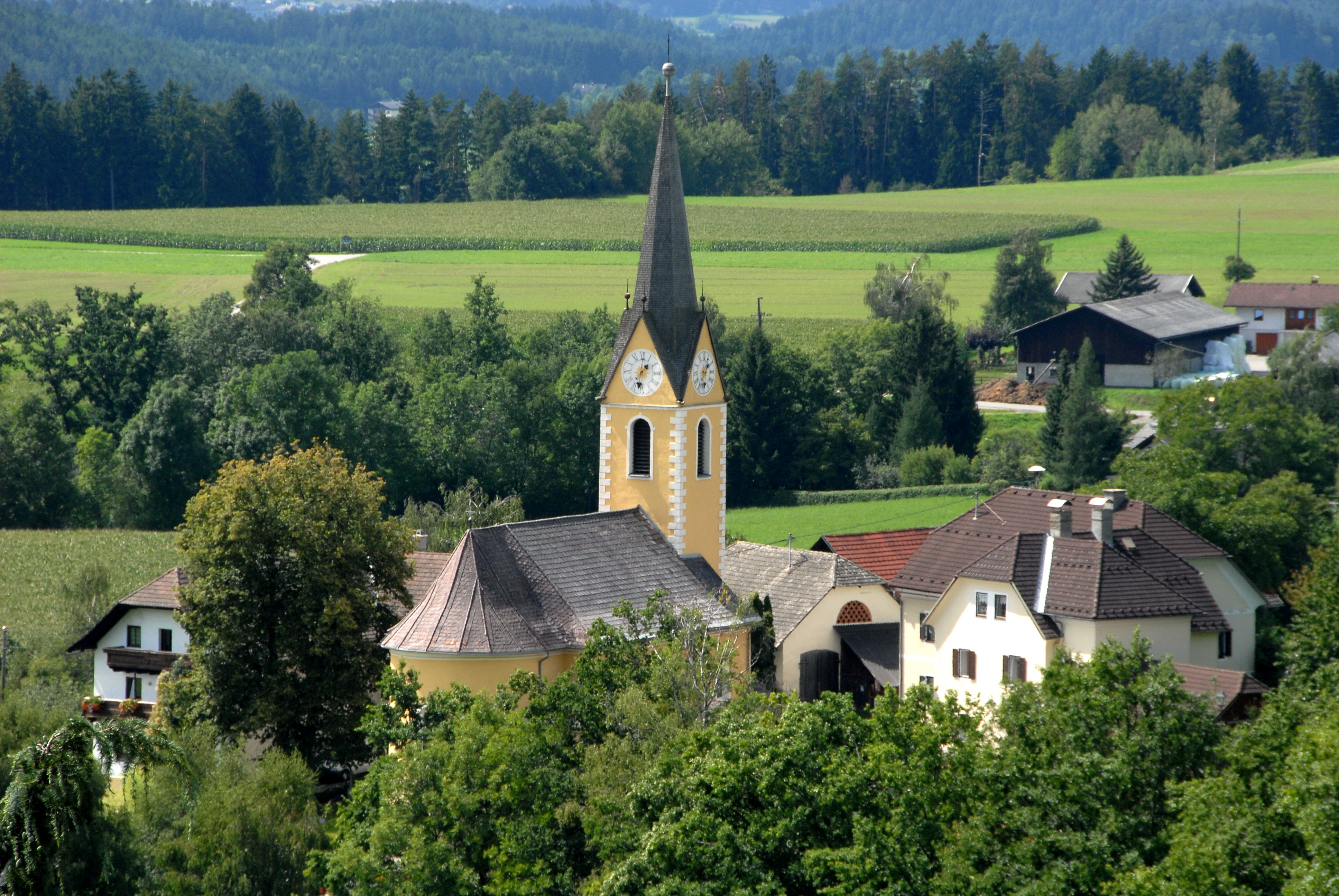
Blick von der Burg Sommeregg bei Treffling auf die Ortschaft Unterhaus mit der evangelischen Kirche Unterhaus im Zentrum

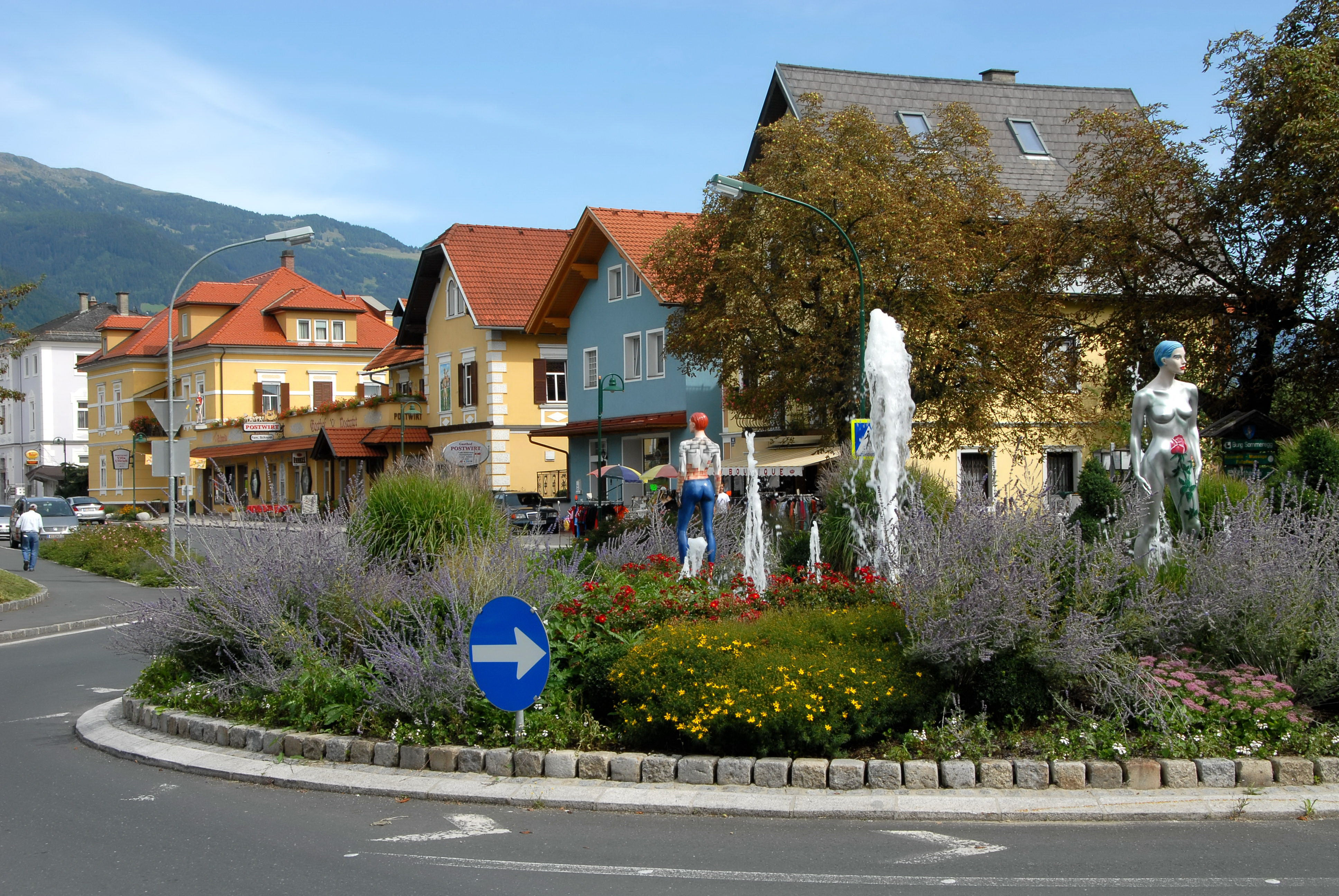
Kreisverkehr an der Ortseinfahrt von Seeboden

Mehrere prähistorische Funde im heutigen Gemeindegebiet weisen auf verschiedene frühe Ansiedlungen hin. So wurden im Trefflinger Moos ein Steinbeil aus der jüngeren Steinzeit (3000–2000 v. Chr.) und im Gritschach ein Lochbeil gefunden. Ebenfalls aus im Trefflinger Moos wurde ein Lappenbeil aus der Bronzezeit entdeckt, das auf etwa 1800–1750 v. Chr. datiert wird. Zahlreiche weitere vorantike Funde stammen aus der Hallstattzeit. Der größte Fund aus dieser Zeit stammt aus dem Jahre 1927, wo bei der Ortseinfahrt im Osten bei der früheren Pension Ploni die Reste von Bronzegüssen gefunden wurden.
Ab ca. 200 v. Chr. gehörte die Gegend zum Stammesgebiet der Ambidravi, der „Beiderseits der Drau Wohnenden“, eine römische Bezeichnung für die hier siedelnde norische Bevölkerung.

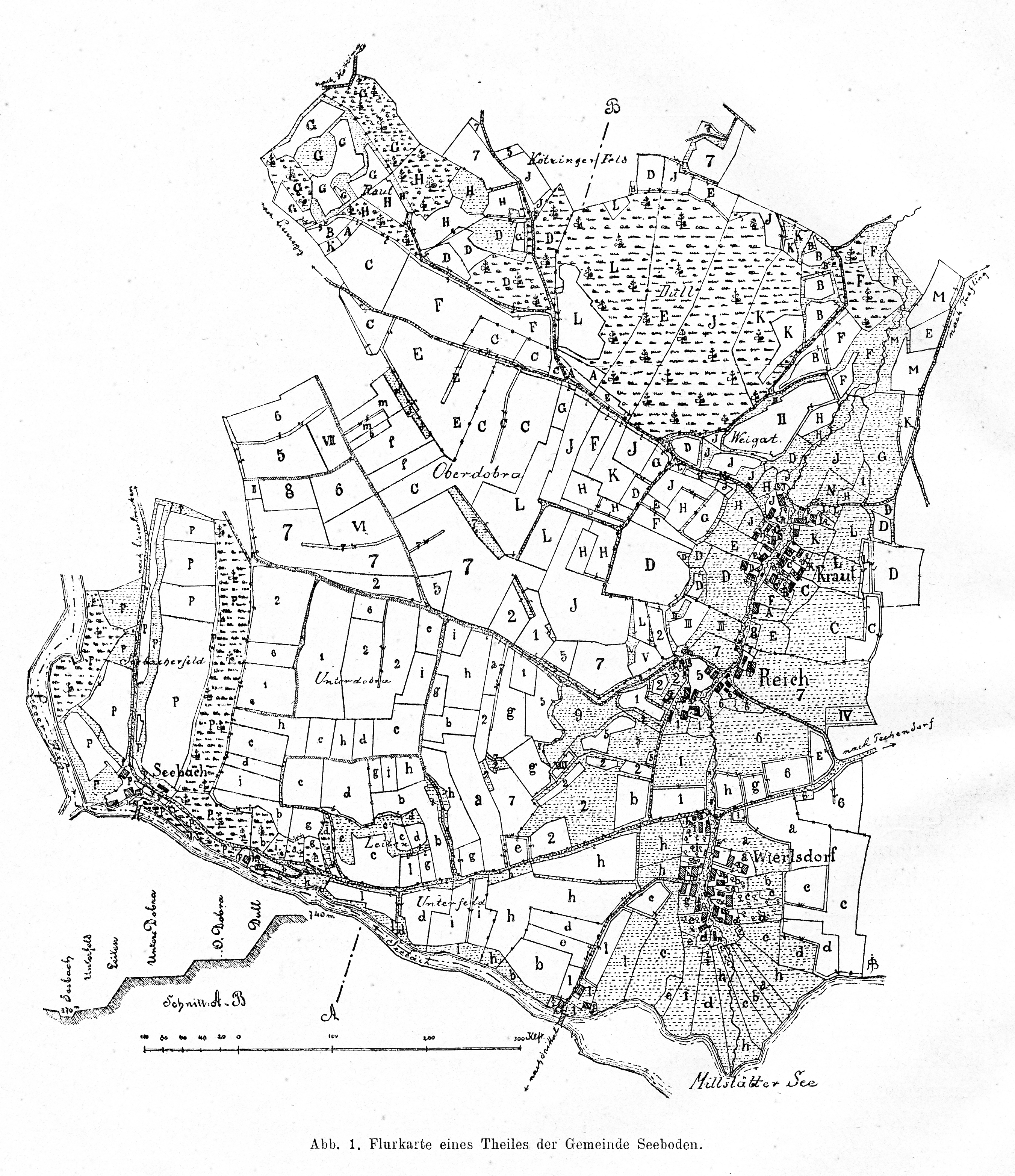
Seebach, Wirlsdorf, Reich und Kraut um 1902

Seeboden ist einer der ergiebigsten antiken Fundplätze im unmittelbaren Umkreis von Teurnia. Die durch das Drautal führende Römerstraße Via Julia Augusta querte die Lieser bei Lieserbrücke und im Bereich Seeboden soll sich die Straßenstation mit der Abzweigung nach Salzburg (Iuvavum), befunden haben. F. Jantsch denkt aufgrund des Fundmaterials und der strategisch wichtigen Stelle, an militärische Anlagen und setzt den zeitlichen Schwerpunkt der Siedlung in die erste Hälfte des 1. Jahrhunderts n. Chr. Es ist anzunehmen, dass Rom für die erste Überquerung der Ostalpen die Route durch das Liesertal, über den Radstädter Tauern nach Salzburg und weiter an die Donau nahm. Für den Straßenverlauf von der Händlerstation in Baldersdorf bei Molzbichl im Drautal vorbei an einem Passheiligtum am Wolfsberg zur Furt/Brücke beim Brugger-Haus über den Seebach hinauf über Kötzing nach Gmünd gibt es viele Hinweise. Neben Kleinfunden gibt es auch eine römische Quellfassung bei der Tangerner Quelle. Von intensiven slawischen Siedlungsaktivitäten in der Gegend in karantanischer Zeit zeugen viele Ortsnamen insbesondere am Hochplateau über dem Millstätter See. Ab der zweiten Hälfte des 8. Jahrhunderts besetzen die Bayern das Gebiet und beginnen mit einer gewaltsamen Missionierung und schlagen aufflammende Revolutionen blutig nieder.
Von den Verteidigungsbemühungen zeugt die Rotte Trasischk, die „Wachstelle“,
wo es ein Wehrdorf gegen die Bayern gegeben haben dürfte. Um 800 änderte die Kaiser Karl dem Großen unterstellte Kirche ihre Missionierungsstrategie, da man ein Genozid wie bei den sich widersetzenden Sachsen vermeiden wollte. Die unterste Bevölkerungsschicht sollte gewaltfrei mittels Taufkirchen zum Christentum bekehrt werden. Eine solche ist die Johannes dem Täufer gewidmete älteste Seebodner Kirche in Kötzing, deren Grundmauern man 1953 beim Bau eines Silos fand. Um das Jahr 1000 wurden von der fränkischen Gauverwaltung kroatische Wehrbauern angesiedelt, wie der Name des Ortsteils Kraut vermuten lässt.
Sie sollten wohl die noch slawischen Nachbarn kontrollieren und die Straße schützen. Etwa um diese Zeit setzte sich allmählich Deutsch anstelle des Südslawischen als Umgangssprache durch.
Spätestens ab 1237 wurde die Schutzfunktion von der Herrschaft unter dem Burggrafen von Sommeregg übernommen, zu der das Gebiet der heutigen Gemeinde gehörte. Diese befand sich lange im Besitz der Landesherren Grafen von Ortenburg, ging danach an die Grafen von Cilli und anschließend an die Habsburger über. Lehensinhaber und Burggrafen waren im 15. und 16. Jahrhundert die Herren von Graben, deren Erben es im Jahr 1550 an die Khevenhüller verkauften. Nachdem diese 1629 Kärnten verlassen hatten, kam es in den Besitz von Hans Wittmann, und 1651 an die in Gmünd ansässige Familie Lodron. Zu diesem Zeitpunkt war Sommeregg nur als landesfürstliches Lehen vergeben, im Jahr darauf gingen Burg und Herrschaft in Privatbesitz der Lodrons über.
Eine frühe Schilderung der Gegend ist vom Wiener Alpinisten und Hofkammerbeamten Josef Kyselak (1798–1831), der bei seiner Österreichwanderung von 1825 von Millstatt her in der Gegend vorbeikam, überliefert:
„Eine Stunde schlenderte ich noch an dem fischreichen See durch die elenden Dörfer Görtschach, und Lerchendorf fort, bis er bei Wirlsdorf endete. Sumpfige Wiesen, die hölzernen Hütten der Schmutz liebenden Einwohner kaum ertragend, sind der beständige Anblick des abwechselnden auf Gangstiegen versinkenden Wanderers.“

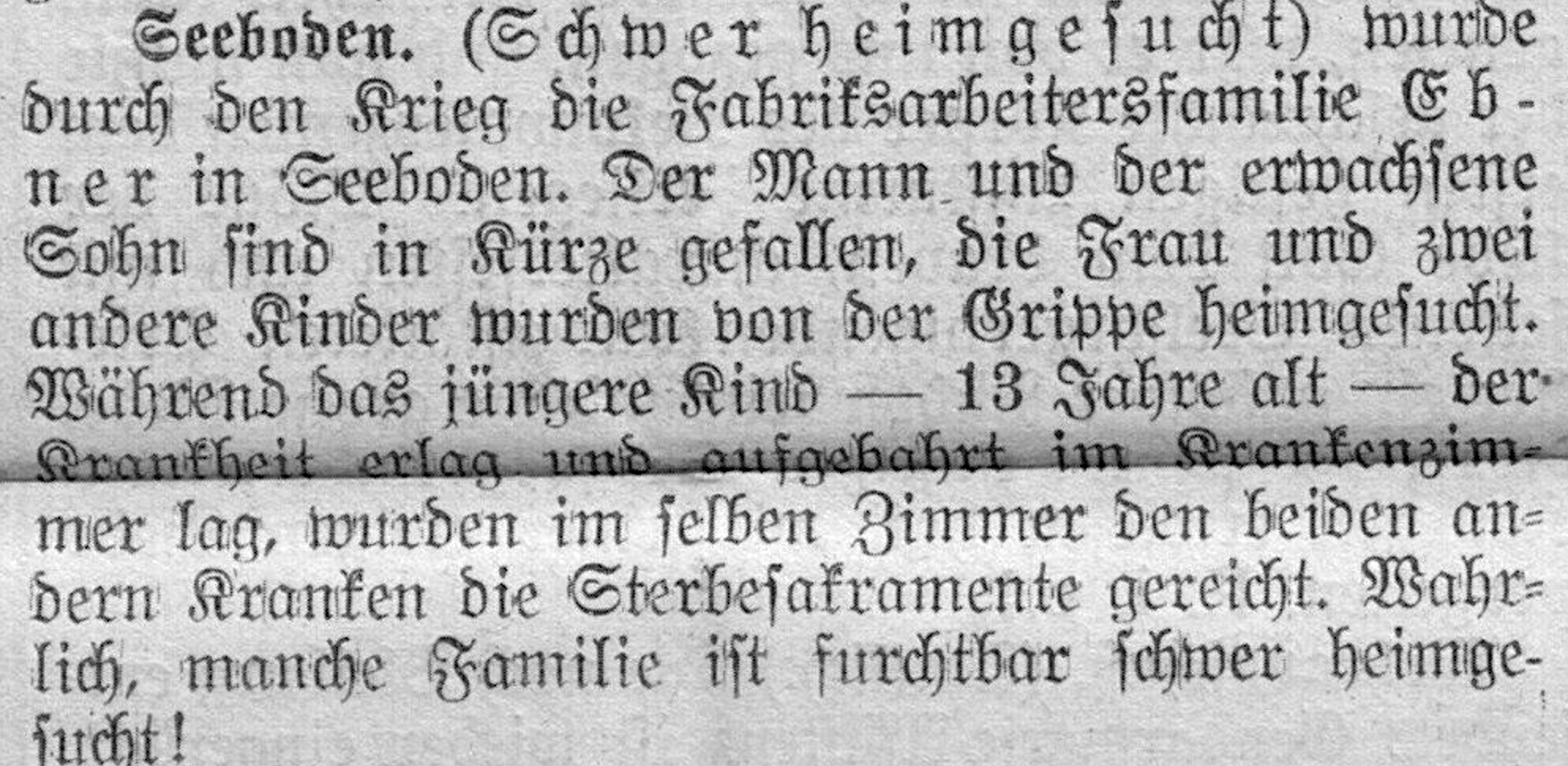
1918 Familie durch Krieg und Spanische Grippe ausgelöscht

Die Ortschaften Seebodens gehörten bis zur Konstituierung der politischen Gemeinden in Kärnten 1850 zu den Besitzungen der Familie Lodron. Seeboden und Treffling, 1850 noch als eigenständige Gemeinden gründet, schlossen sich 1870 zusammen. Lieserhofen hingegen war 1850 der Großgemeinde Spittal angeschlossen worden, verselbständigte sich aber 1886. Zu diesem Zeitpunkt gehörten auch die Ortschaften Seebrücke und Wolfsberg (Fratres) zu Lieserhofen.
1918 forderte die Spanische Grippe in Seeboden mindestens 15 Todesopfer (Pfarrchronik Lieseregg). Da die Krankheit nicht meldepflichtig und schwer zu diagnostizieren war, ist die genaue Opferzahl nicht bekannt. In der Schulchronik der Volksschule Seeboden wurde für den 5. November 1918 festgehalten, dass der Unterricht erst nach einer Sperre von zwei Wochen wieder aufgenommen werden konnte. Österreich-Ungarn befand sich zum Höhepunkt der 2. Grippewelle in Auflösung. Es gab keinerlei staatliche Unterstützung. Wegen Truppendurchzügen, Soldaten kehrten von den Fronten in ihre Heimatländer zurück und plünderten gelegentlich, herrschte im Ort eine gewisse Unruhe. Auch von österreichischen Kriegsgefangenen wurde berichtet, die zwar den Krieg überlebt, aber dann an der Grippe im Ausland verstarben. Besonders schwer wurde eine Fabriksarbeiterfamilie vom Schicksal heimgesucht. Der Mann und älterer Sohn fielen im Krieg, die Mutter verstarb mit dem jüngeren Kind an der Grippe.
Ab Mai 1934 gab es im Gebiet um den Millstätter See laufend Kämpfe zwischen den Formationen der politischen Parteien und Festnahmen von Anhängern der NSDAP. Die politischen Aktionen der Nazis, meist junge Burschen, waren Anfang der 1930er Jahre noch relativ harmlos. Es gab Hakenkreuzschmierereien, Hakenkreuzbeflaggung an markanten Stellen oder auf Bergen abgebrannte Feuer in Hakenkreuzform auf Mirnock, Goldeck oder Gmeineck.
In der Nacht zum 29. Juni 1934 gab es erstmals schwere Sachbeschädigungen mit gestohlenem Sprengstoff aus dem Magnesitwerk Radenthein. Zwecks Einschüchterung politischer Gegner sprengten Anhänger der nun verbotenen NSDAP das neuerbaute Wohnhaus des ständestaatlich eingestellten Fabriksarbeiters Stefan Steurer in Dellach. In derselben Nacht erfolgte der bis dato größte Terroranschlag in Kärnten, die Sprengung der großen, eisernen Lieserbrücke bei Seebach, wodurch das Millstätter Seegebiet vorübergehend vom Anschluss zur Eisenbahn abgeschnitten war. Am Wörthersee scheiterte ein Anschlag auf den Wiener D-Zug. Beide Aktionen waren dezidiert darauf ausgerichtet, auch noch dem Inlandsfremdenverkehr zu schaden.
Zum 1. Jänner 1973 wurde Lieserhofen schließlich nach Seeboden eingemeindet.
Aus der Zeit um 1900 gibt es für die Gegend von Seeboden detaillierte Beschreibungen zwölf Bauernhäusern, Almhütten und ländlichen Arbeitsgeräten von Johann Reinhard Bünker. Der aus Seebach stammende Volkskundler war Lehrer in Ödenburg und verbrachte einige Sommer bei seinem Bruder, dem Pastor von Trebesing.
Bis ins späte 19. Jahrhundert war das Seeufer im Gegensatz zum landwirtschaftlich intensiv genutzten Hinterland wenig geschätzt. Erst als Folge des Sommerfrischentourismus entwickelte sich seitdem entlang des Westufers aus den Orten Gritschach, Kraut, Reich und Wirlsdorf das heutige Seeboden als dominierender Hauptort der Gemeinde. Ursprünglich waren die meisten Ortschaften Landwirtschaftsgemeinden mit einem geringen Anteil an Gewerbebetrieben, doch in den letzten Jahrzehnten hat sich der Fremdenverkehr zum wichtigsten Wirtschaftssektor der Gemeinde entwickelt. Dies führte auch zu einem kontinuierlichen Anstieg der Einwohnerzahl. Aufgrund dessen und der gestiegenen regionalen Bedeutung wurde Seeboden im Jahr 2000 zur Marktgemeinde erhoben. Im November 2011 wurde der Gemeindename um den Zusatz „am Millstätter See“ ergänzt.
Der Klingerpark, ein seit 1992 frei zugänglicher Park (21.627 m²) am See unter anderem mit Fischereihafen und Schiffsanlegestelle, hat seinen Namen von Robert Klinger von Klingstorff. Dieser entstammte einer sehr erfolgreichen böhmischen Textilfabrikatenfamilie in Neustadt an der Tafelfichte. Robert erwarb 1918 gemeinsam mit seinem Bruder Hugo die Herrschaft Spittal von der Familie Porcia um 8,5 Millionen Kronen. In den wirtschaftlich schwierigen 1920er Jahren musste sich die Familie Klinger von vielen Besitzungen trennen, wobei das Seegrundstück an Roberts Frau kam, die es 1961 um drei Millionen Schilling an die Gemeinde verkaufte.
Von 1998 bis 2010 wurde das World Body Painting Festival, einer der weltweit größten Veranstaltungen dieser Art, in Seeboden veranstaltet. Seit 2011 findet das Festival in Pörtschach am Wörthersee statt.

### Staatsbürgerschaft, Religion
Laut Volkszählung 2001 hatte Seeboden 6.045 Einwohner, davon besaßen 91,4 % die österreichische Staatsbürgerschaft, 1,9 % kamen aus Deutschland und 1,8 % aus Bosnien-Herzegowina. 64,8 % der Bevölkerung bekannten sich zur römisch-katholischen, 25,9 % zur evangelischen Kirche und 2,2 % waren islamischen Glaubens 5,6 % der Einwohner ohne religiöses Bekenntnis.

### Bevölkerungsentwicklung
| Seeboden am Millstätter See: Einwohnerzahlen von 1869 bis 2024 | Seeboden am Millstätter See: Einwohnerzahlen von 1869 bis 2024 | Seeboden am Millstätter See: Einwohnerzahlen von 1869 bis 2024 | Seeboden am Millstätter See: Einwohnerzahlen von 1869 bis 2024 | Seeboden am Millstätter See: Einwohnerzahlen von 1869 bis 2024 |
| -------------------------------------------------------------- | -------------------------------------------------------------- | -------------------------------------------------------------- | -------------------------------------------------------------- | -------------------------------------------------------------- |
| Jahr                                                           |                                                                |                                                                |                                                                | Einwohner                                                      |
| 1869                                                           | 1869                                                           |                                                                | 1.894                                                          | 1.894                                                          |
| 1880                                                           | 1880                                                           |                                                                | 1.973                                                          | 1.973                                                          |
| 1890                                                           | 1890                                                           |                                                                | 2.124                                                          | 2.124                                                          |
| 1900                                                           | 1900                                                           |                                                                | 2.277                                                          | 2.277                                                          |
| 1910                                                           | 1910                                                           |                                                                | 2.516                                                          | 2.516                                                          |
| 1923                                                           | 1923                                                           |                                                                | 2.617                                                          | 2.617                                                          |
| 1934                                                           | 1934                                                           |                                                                | 2.777                                                          | 2.777                                                          |
| 1939                                                           | 1939                                                           |                                                                | 2.969                                                          | 2.969                                                          |
| 1951                                                           | 1951                                                           |                                                                | 4.292                                                          | 4.292                                                          |
| 1961                                                           | 1961                                                           |                                                                | 4.480                                                          | 4.480                                                          |
| 1971                                                           | 1971                                                           |                                                                | 4.963                                                          | 4.963                                                          |
| 1981                                                           | 1981                                                           |                                                                | 5.454                                                          | 5.454                                                          |
| 1991                                                           | 1991                                                           |                                                                | 5.673                                                          | 5.673                                                          |
| 2001                                                           | 2001                                                           |                                                                | 6.045                                                          | 6.045                                                          |
| 2011                                                           | 2011                                                           |                                                                | 6.133                                                          | 6.133                                                          |
| 2021                                                           | 2021                                                           |                                                                | 6.628                                                          | 6.628                                                          |
| 2024                                                           | 2024                                                           |                                                                | 6.722                                                          | 6.722                                                          |
| Quelle(n): Statistik Austria, Gebietsstand 1.1.2021            |                                                                |                                                                |                                                                |                                                                |

## Kultur und Sehenswürdigkeiten
- Burg Sommeregg
- Evangelische Kirche Unterhaus

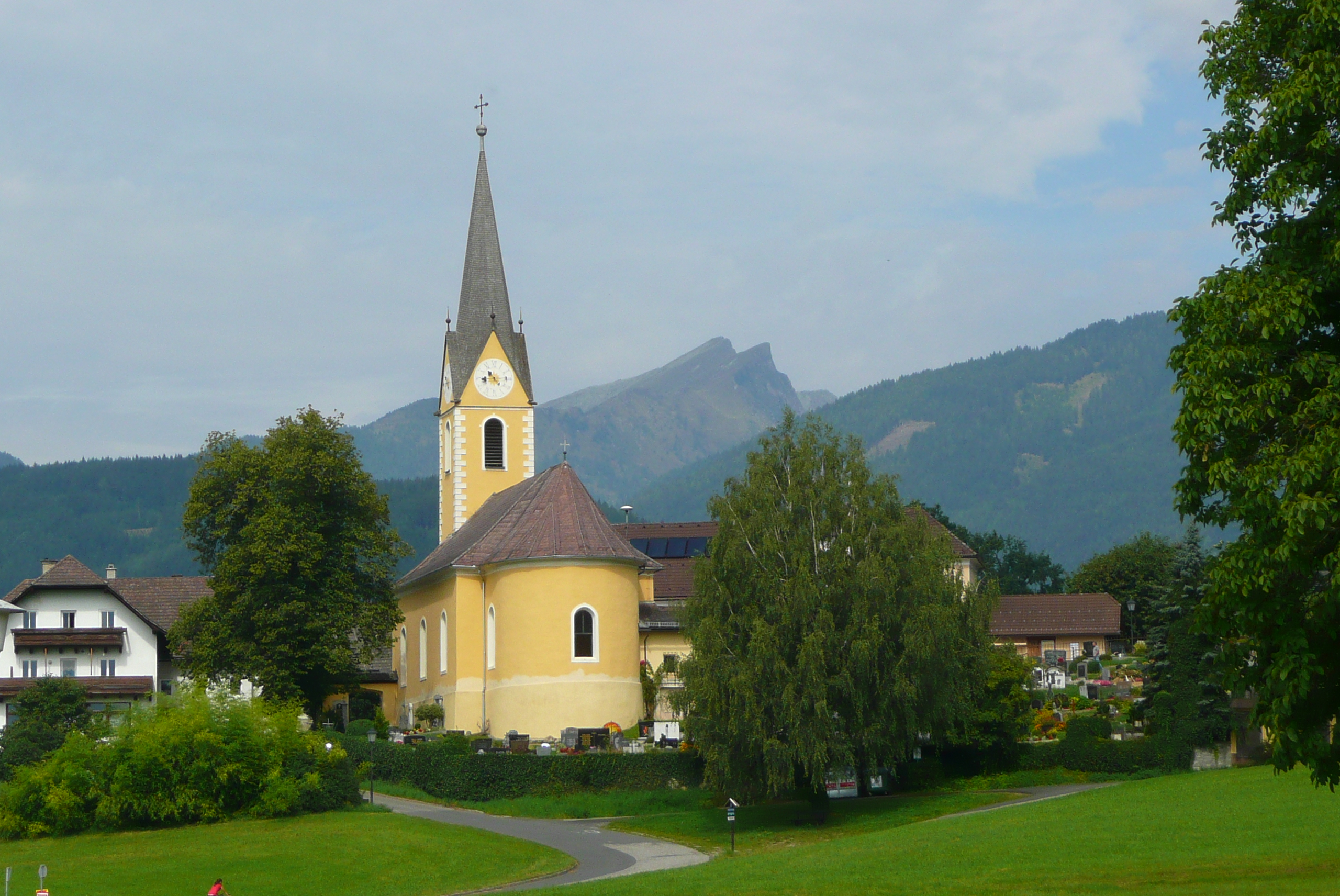
Evangelische Kirche Unterhaus

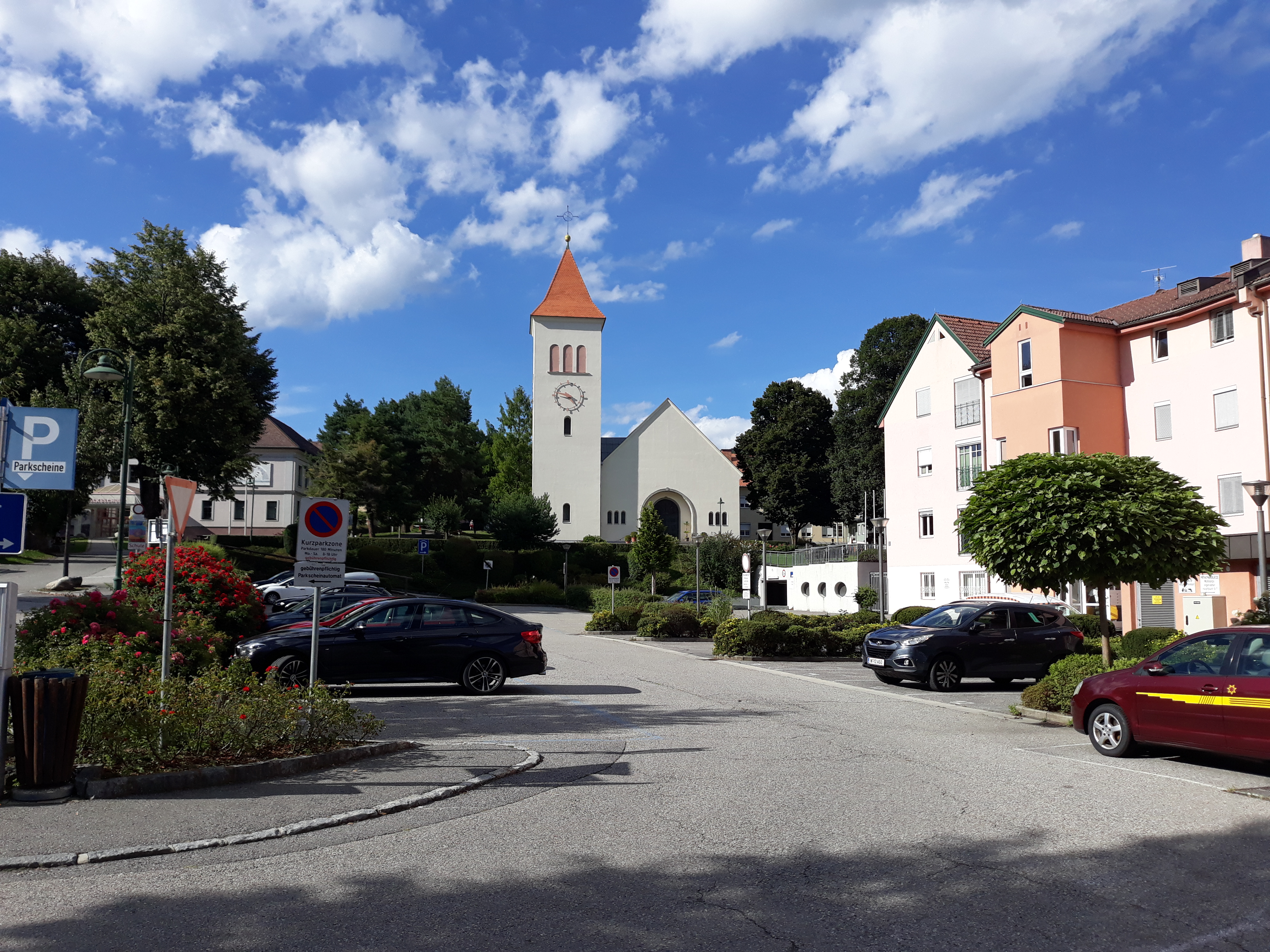
Pfarrkirche Seeboden

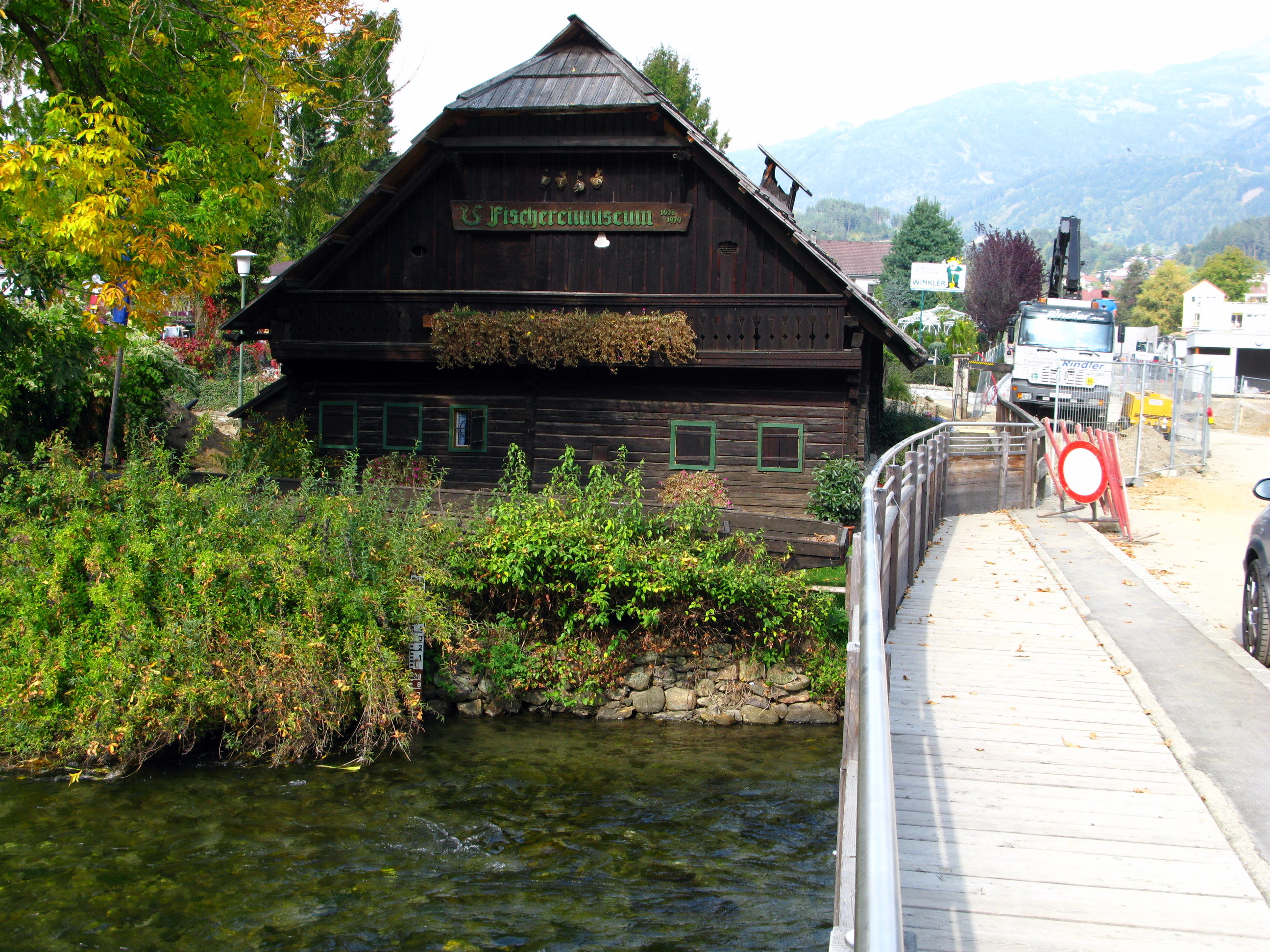
Fischereimuseum

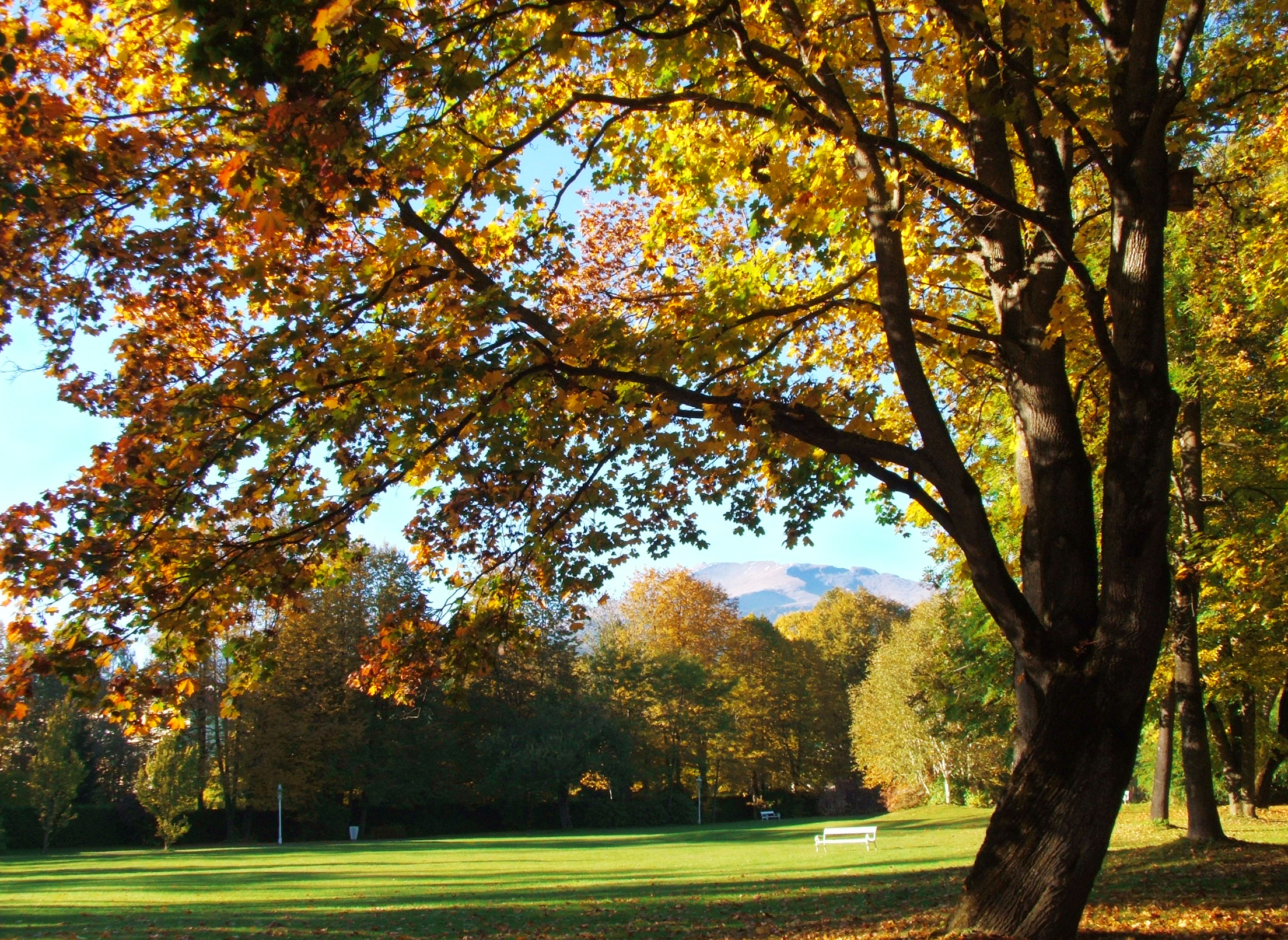
Klingerpark

- Katholische Pfarrkirche Seeboden Heiligstes Herz Jesu
- Katholische Pfarrkirche Lieseregg Mariä Himmelfahrt

### Museen
- Foltermuseum in der Burg Sommeregg
- 1. Kärntner Fischereimuseum
- Bonsaimuseum mit Zen-Gärten

### Galerien
- Stiegenhausgalerie – Verein Kultur Impuls

### Natur
- Millstätter See: Schifffahrt, Wasserskischulen
- zahlreiche Parks und Grünanlagen
- Tschiernock (Teil der Millstätter Alpe) als Hausberg und Wandergebiet mit Rodelstrecken im Winter

### Regelmäßige Veranstaltungen
- Jeden Freitag (Mai bis September von 17:00 bis 20:00 Uhr und Oktober bis April von 10:00 bis 13:00 Uhr) findet der Landmarkt statt, wo bäuerliche Produkte und Kunsthandwerk angeboten werden
- Ritterspiele auf Burg Sommeregg: jährlich finden im August drei Wochen lang – in einem dazu errichteten Mittelalterdorf – die Ritterfestspiele statt
- Frühjahrskonzert der Trachtenkapelle Seeboden: jährlich am Samstag vor dem Muttertag
- Peter- und Paul-Fest: findet jährlich am 29. Juni in Wirlsdorf statt
- Seebodner Kirchtag im Juli, Veranstalter ist der Männergesangsverein Seeboden
- Anfang September findet in Seeboden das „Seebodner Strudelfest“ statt

## Wirtschaft und Infrastruktur

### Wirtschaftssektoren
Die folgende Tabelle zeigt die Entwicklung der Betriebsanzahl und der Beschäftigten in den Wirtschaftssektoren:
| Wirtschaftssektor            | Anzahl Betriebe | Anzahl Betriebe | Anzahl Betriebe | Erwerbstätige | Erwerbstätige | Erwerbstätige |
| Wirtschaftssektor            | 2021            | 2011            | 2001            | 2021          | 2011          | 2001          |
| ---------------------------- | --------------- | --------------- | --------------- | ------------- | ------------- | ------------- |
| Land- und Forstwirtschaft 1) | 68              | 139             | 158             | 149           | 164           | 137           |
| Produktion                   | 97              | 76              | 65              | 550           | 515           | 584           |
| Dienstleistung               | 479             | 374             | 247             | 1504          | 1155          | 909           |

1) Betriebe mit Fläche in den Jahren 2010 und 1999, Arbeitsstätten im Jahr 2021

### Verkehr
- Eisenbahn: Der nächste Bahnhof befindet sich im rund 5 Kilometer entfernten Spittal an der Drau.
- Straße: Durch das Gemeindegebiet verläuft die Tauern Autobahn A10 mit dem Knoten Spittal/Millstätter See und dem Zubringer nach Lendorf zur Drautal Straße B100. Von Spittal an der Drau nach Norden führt die Katschberg Straße B199, von der im Ort Seebach die Millstätter Straße B98 abzweigt.
- Schiff: Abhängig von der Jahreszeit verkehren die Schiffe MS Kärnten und MS Seeboden ab der Anlegestelle Seeboden Steiner.[23]
- Rad: In Seebach zweigt der Millstätter See Radweg vom Lieser Radweg R9 ab.

## Politik
| Der Gemeinderat von Seeboden hat 27 Mitglieder (seit 2015). - Nach der Gemeinderatswahl 2003 hatte er folgende Zusammensetzung: 10 ÖVP, 6 SPÖ, 2 FPÖ, 1 SGL. - Nach der Gemeinderatswahl 2009 hatte er folgende Zusammensetzung: 8 ÖVP, 6 SPÖ, 4 BZÖ, 1 GRÜNE. - Nach der Gemeinderatswahl 2015 hatte er folgende Zusammensetzung: 14 ÖVP, 7 SPÖ, 6 FPÖ - Seit der Gemeinderatswahl 2021 hat er folgende Zusammensetzung: 10 ÖVP, 7 SPÖ, 6 FPÖ, 4 NEOS | Die zur Anzeige dieser Grafik verwendete Erweiterung wurde dauerhaft deaktiviert. Wir arbeiten aktuell daran, diese und weitere betroffene Grafiken auf ein neues Format umzustellen. (Mehr dazu) |

Direkt gewählter Bürgermeister waren:
- 1932 bis 1938 Josef Mitterling
- 1945 bis 1954 Josef Mitterling
- 1954 bis 1970 Helmut Joven
- 1970 bis 1979 Sepp Egger
- 1979 bis 1997 Kurt Ertl
- 1997 bis 2009 Egon Eder (FPÖ)
- 2009 bis 2021 Wolfgang Klinar (ÖVP)[28][29]
- seit 2021 Thomas Schäfauer (SPÖ)[30]

### Wappen

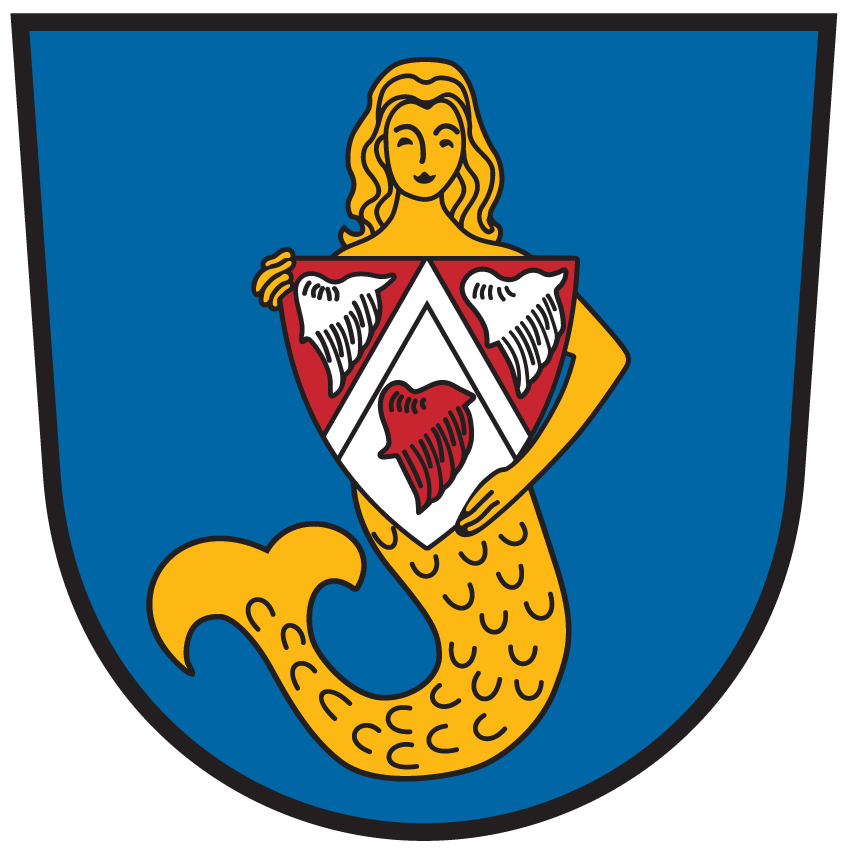
Wappen der Gemeinde Seeboden

Das Wappen verbindet die Lage Seebodens am Millstätter See (blauer Schildgrund und goldene „Meerjungfer“) mit der örtlichen Herrschaftsgeschichte (roter und silberner Schild der Grafen von Ortenburg). Es wurde der Marktgemeinde am 30. April 1958 durch die Kärntner Landesregierung verliehen.
Die amtliche Blasonierung lautet:
„Im blauen Schild eine goldene Meerjungfer, die in den Armen einen roten Schild hält, in dem eine mit einem roten Flügel belegte silberne Spitze erscheint, die von zwei silbernen Flügeln begleitet ist.“
Die Fahne ist Rot-Blau-Gelb mit eingearbeitetem Wappen.

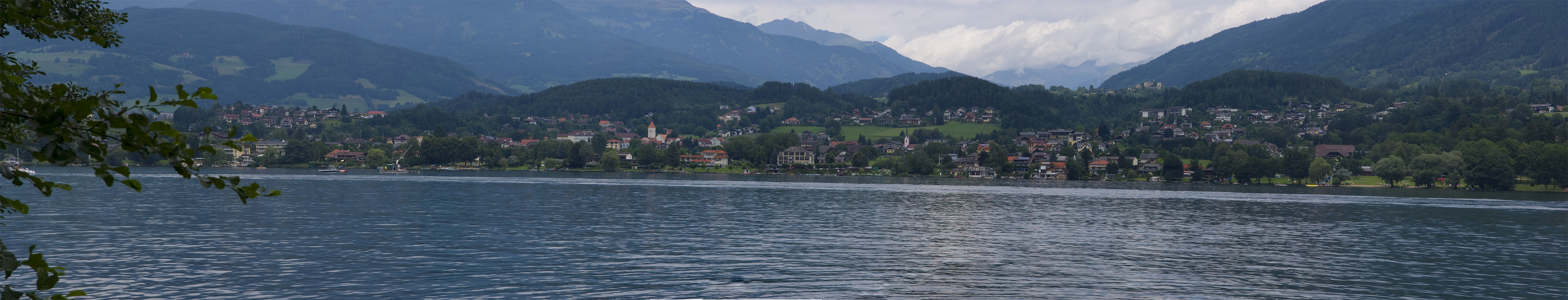
Seeboden, gesehen vom gegenüberliegenden Seeufer, im Bild auch Burg Sommeregg

## Persönlichkeiten

### Söhne und Töchter der Gemeinde
- Johann Reinhard Bünker (1863–1914), Lehrer und Volkskundler
- Hans Hofer (1866–1930), Landwirt, Holzhändler und Politiker, Bürgermeister von Seeboden
- Franz Podesser (1895–1969), Mundartdichter
- Otto Eder (1924–1982), Bildhauer
- Herbert Haupt (* 1947), Politiker
- Hannelore Gigler (* 1954), Skibobsportlerin
- Walter Hofer (* 1955), Sportfunktionär, Renndirektor der FIS im Bereich Skispringen und Nordische Kombination

### Mit der Gemeinde verbundene Persönlichkeiten
- Eva Glawischnig-Piesczek (* 1969), Politikerin
- Axel Huber (1942–2019), österreichischer Chronist, Heimatforscher und Taucher
- Edgar Knoop (* 1936), Maler, Objektkünstler und Fotograf
- Michael Luxenberger (* 1992), Politiker, in Seeboden aufgewachsen
- Thomas Morgenstern (* 1986), Skispringer und Olympiasieger
- Christian Troger (* 1983), Paratriathlet, Buchautor und Motivationsredner